# Edward Streeter
Edward Streeter (* 1. August 1891 in Buffalo, New York; † 31. März 1976 in New York City) war ein US-amerikanischer Journalist und Schriftsteller.

## Leben
Edward Streeter studierte an der Harvard University und wurde nach seinem Abschluss 1914 Journalist beim Buffalo Express. Er war während des Ersten Weltkrieges Kriegsreporter und Reisejournalist in Europa. Während des Krieges wurde er mit der humoristischen Kolumne Dere Mable bekannt. Nach Kriegsende wurden seine Beiträge in den beiden Bücher Dere Mable (1918) und Thats me all over, Mable (1919) zusammengefasst neu veröffentlicht. Mit seiner Rückkehr in die USA beendete er seine Journalistenkarriere und wechselte in die Geschäftswelt. Er war fast 25 Jahre lang Vizepräsident der Fifth Avenue Bank, der späteren Bank of New York.
Während dieser Zeit schrieb er allerdings weiterhin Kurzgeschichten und Artikel für Magazine wie The Saturday Evening Post und McCall's. Mit Daily Except Sundays erschien 1938 sein erster Roman und mit Father of the Bride 1949 sein erfolgreichster. Letzter war eine Komödie, die 1950 vom Herbig-Verlag unter dem Titel Der Brautvater im deutschen Sprachraum verlegt wurde. Das Buch wurde ein Jahr später auch mit Spencer Tracy und Elizabeth Taylor in den Hauptrollen unter dem Titel Vater der Braut verfilmt und diente als Vorlage für eine von 1960 bis 1961 laufende Fernsehserie. Außerdem wurde sein zweiter erfolgreicher Roman Mr. Hobbs' Vacation 1962 mit James Stewart und Maureen O’Hara in den Hauptrollen unter dem  Titel Mr. Hobbs macht Ferien verfilmt.

## Werke
- 1918: Dere Mable
- 1919: Thats me all over, Mable
- 1938: Daily Except Sunday
- 1949: Father of the Bride
  - 1950: Der Brautvater. Herbig Verlag, 221 Seiten
- 1952: Skoal Scandinavia
- 1954: Mr. Hobbs' Vacation
  - 1955: Vaters Ferien. Herbig Verlag, 276 Seiten
- 1956: Merry Christmas Mr. Baxter
- 1957: Mr. Robbins Rides Again
- 1957: Window on America
- 1961: Chairman of the Bored
  - 1962: Fünfundsechzig ist kein Alter. Herbig Verlag, 300 Seiten
- 1964: Along the Ridge
- 1969: Ham Martin, Class of ’17